# Milan Vošmik

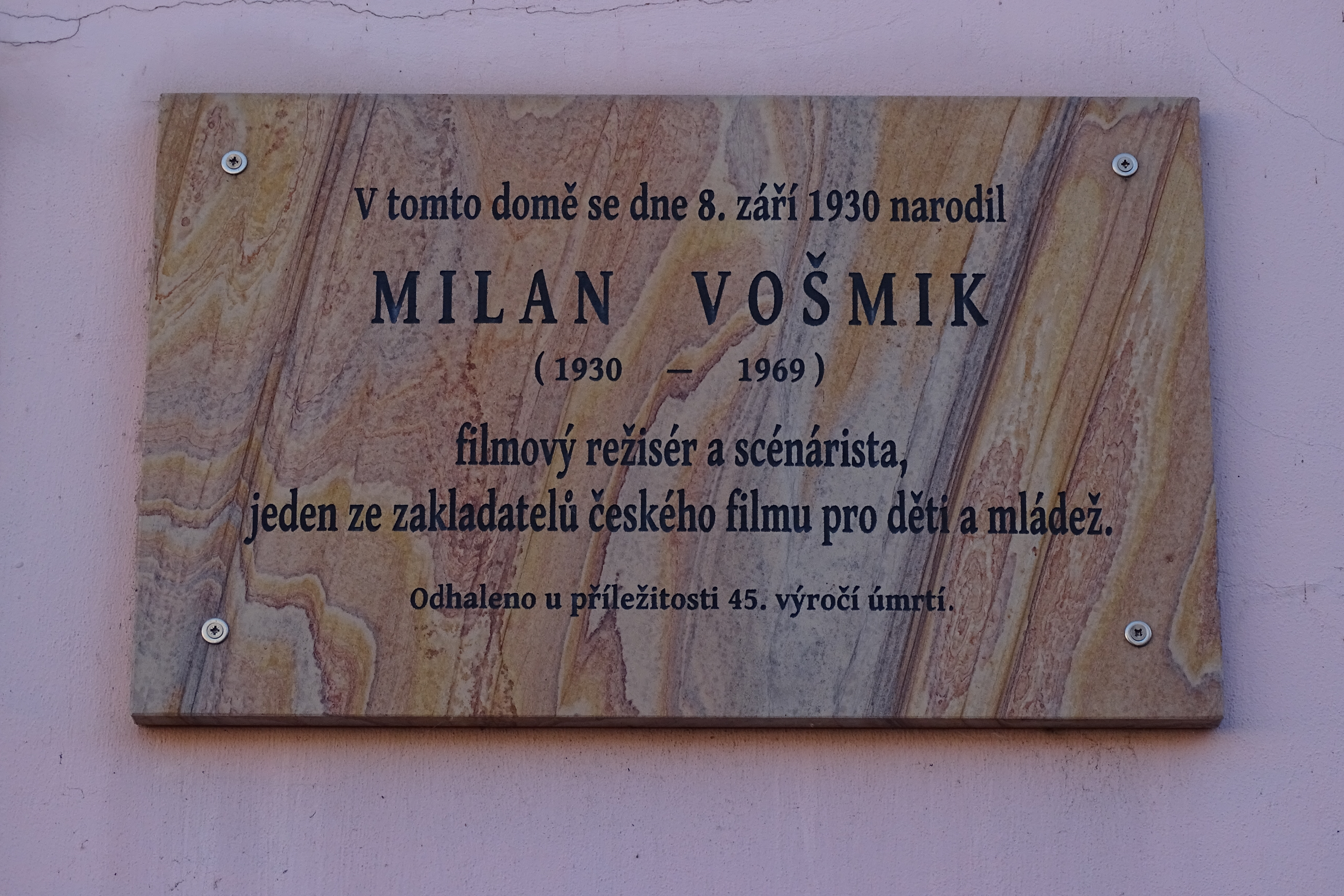
Pamětní deska na rodném domě v Chrudimi

Milan Vošmik (8. září 1930 Chrudim – 26. prosince 1969 Praha) byl český režisér a scenárista.

## Režie
- Červené tulipány (1952)
- Hudba z Marsu (studentský film) (1952)
- Matúš (1953)
- O Palečkovi (1955)
- Honzíkova cesta (1956)
- Hry a sny (1958)
- Vstup zakázán (1959)
- Zpívající pudřenka (1959)
- Zlé pondělí (1960)
- Pohádka o staré tramvaji (1961)
- Anička jde do školy (1962)
- Povídky o dětech (1964)
- Táto, sežeň štěně! (1964)
- Volejte Martina (1965)
- Martin a červené sklíčko (1966)
- Martin a devět bláznů (1966)
- U telefonu Martin (1966)
- Na Žižkově válečném voze (1968)

## Scénář
- Červené tulipány (1952)
- Matúš (1953)
- Honzíkova cesta (1956)
- Zpívající pudřenka (1959)
- Vstup zakázán (1959)
- Pohádka o staré tramvaji (1961)
- Táto, sežeň štěně! (1964)

## Herec
- U telefonu Martin (1966)

## Asistent režie
- Na stříbrném zrcadle (1954)

## Námět
- Matúš (1953)